# Кулеа, Мелинда
Мели́нда Куле́а (англ. Melinda Culea, род. 5 мая 1955) — американская телевизионная актриса. Кулеа родилась в пригороде Чикаго и начала свою карьеру как модель, работая четыре года в Нью-Йорке. Затем она переехала в Лос-Анджелес, где начала карьеру телевизионной актрисы.
Кулеа получила известность благодаря основной женской роли в первых двух сезонах сериала NBC «Команда «А»» (1983). Кулеа была недовольна ролью, так как продюсеры не желали давать ей существенные сюжетные линии. Звезда сериала Джордж Пеппард также не хотел, чтобы женщина имела существенную роль в его шоу. Она в итоге была уволена, а сериал с тех пор подвергался критике за сексизм. В 1984 году она получила ведущую роль в сериале производства Аарона Спеллинга «Блеск», который был закрыт ABC после одного сезона.
Во второй половине 1980-х у Кулеа были второстепенные роли в «Семейные узы» и «Сент-Элсвер». В 1989—1990 годах она снималась в прайм-тайм мыльной опере CBS «Тихая пристань». Её последняя регулярная роль была в ситкоме NBC/The WB «Братская любовь» (1995—1997), где она играла мачеху Джоуи Лоуренса. Также Кулеа в разные годы появилась в «Отель», «Беверли-Хиллз, 90210», «Звёздный путь: Следующее поколение» и «Секретные материалы».